# Palais de justice d'Étampes
Le Palais de justice est un édifice situé à Étampes, en France.

## Localisation
Le monument est situé dans le département français de l'Essonne place du Tribunal.

## Historique
L'édifice est daté du XIVe siècle.
Le palais de justice est un ancien palais royal capétien, il comprend une fresque du XIVe siècle.
Le palais de Justice est inscrit au titre des monuments historiques par arrêté du 12 novembre 1926.